# Robert Beatty
Robert Beatty (* 19. Oktober 1909 in Hamilton, Ontario, Kanada; † 3. März 1992 in London) war ein kanadischer Schauspieler. 

## Leben
Beatty war zunächst als Vertreter tätig und trat in Amateurtheaterstücken auf. 1938 debütierte er auf einer Londoner Theaterbühne und trat erstmals auch beim Film auf. Seine bekanntesten Rollen waren die des Dr. Ralph Halvorsen in Stanley Kubricks 2001: Odyssee im Weltraum und die des fiktiven General George Carnaby in Agenten sterben einsam.

## Filmografie (Auswahl)
- 1941: 49th Parallel
- 1942: One of Our Aircraft Is Missing
- 1946: Irrtum im Jenseits (A Matter of Life and Death)
- 1946: Ausgestoßen (Odd Man Out)
- 1951: Des Königs Admiral (Captain Horatio Hornblower)
- 1951: Der wunderbare Flimmerkasten (The Magic Box)
- 1952: Die Bombe im U-Bahnschacht (The Gentle Gunman)
- 1952: Ein Mann auf dem Drahtseil (Man on a Tightrope)
- 1953: Der Freibeuter (The Master of Ballantrae) (Sprecher der Einleitung)
- 1957: Tarzan und die verschollene Safari (Tarzan and the Lost Safari)
- 1964: Die Todesstrahlen des Dr. Mabuse
- 1967: Die 25. Stunde (La 25e Heure)
- 1968: 2001: Odyssee im Weltraum (2001: A Space Odyssey)
- 1968: Agenten sterben einsam (Where Eagles Dare)
- 1972: Papst Johanna (Pope Joan)
- 1974: Vier Vögel am Galgen (The Spikes Gang)
- 1976: Inspektor Clouseau, der „beste“ Mann bei Interpol (The Pink Panther Strikes Again)
- 1977: Rendezvous mit dem Tod (Golden Rendezvous)
- 1977: Jesus von Nazareth (Gesù di Nazareth)
- 1979: König Artus und der Astronaut (Unidentified Flying Oddball)
- 1982: Der zweite Mann (The amateur)
- 1983: Superman III – Der stählerne Blitz (Superman III)
- 1987: Superman IV – Die Welt am Abgrund (Superman IV – The Quest for Peace)